# NS-Zwangsarbeit in Wildau

Lagerplan von 1943 mit den Lagern der BMAG und AEG zur Klärung der Abwässer. Nicht alle Wildauer Lager sind eingezeichnet.

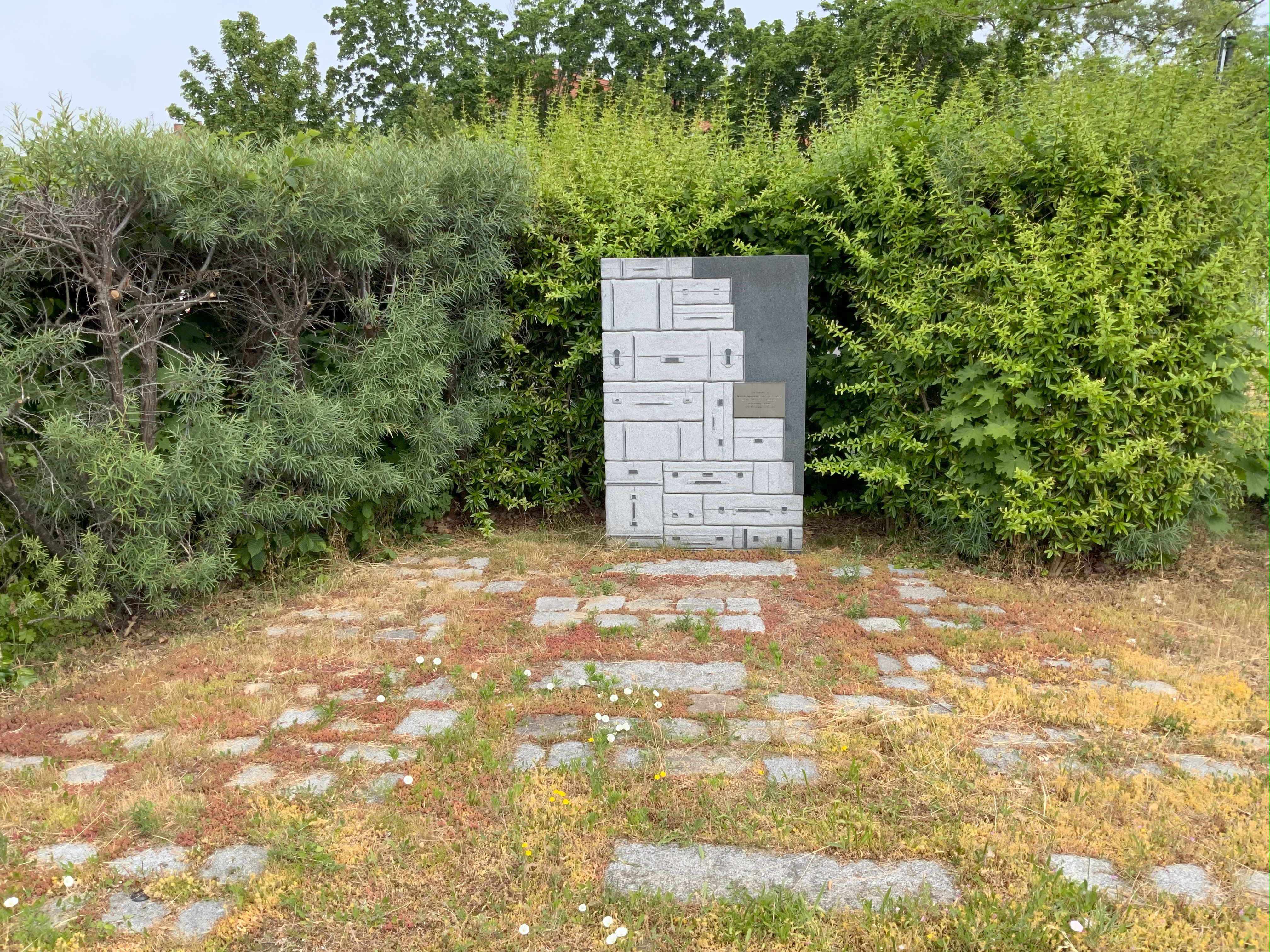
Mahnmal zur Erinnerung der Leiden durch Zwangsarbeit in Wildau

Der Artikel Zwangsarbeit in Wildau behandelt den Einsatz von Zwangsarbeitern im damaligen Industriestandort Wildau. Diese diente, wie in fast allen Industriebetrieben im Deutschen Reich, in den kriegswichtigen Bereichen Maschinenbau und Rüstung maßgeblich zur Kriegsproduktion des NS-Staats.
Neben der BMAG beschäftigte auch die AEG in ihrem Wildauer Werk und die Degussa Zwangsarbeiter und Kriegsgefangene.
Im Wildauer Ortsteil Hoherlehme wurden bereits ab 1939 polnische Kriegsgefangene in der Landwirtschaft eingesetzt, später auch Zwangsarbeiter aus der ehemaligen Sowjetunion.:90ff In Wildau arbeiteten Menschen aus unterschiedlichen Ländern unter Zwang. Sie kamen aus Westeuropa, Franzosen, Belgier und Niederländer und ab 1943 auch Italiener. Eine weitere große Gruppen waren Menschen aus Polen und der Sowjetunion und den Gebieten der Tschechoslowakei. Zur Unterbringung wurden in Wildau große Barackenlager eingerichtet und auch Lager in Königs Wusterhausen genutzt.:18ff

## Standorte
| Standorte Zwangsarbeiter- und Kriegsgefangenlager | Standorte Zwangsarbeiter- und Kriegsgefangenlager        | Standorte Zwangsarbeiter- und Kriegsgefangenlager                                             | Standorte Zwangsarbeiter- und Kriegsgefangenlager        | Standorte Zwangsarbeiter- und Kriegsgefangenlager | Standorte Zwangsarbeiter- und Kriegsgefangenlager |
| ------------------------------------------------- | -------------------------------------------------------- | --------------------------------------------------------------------------------------------- | -------------------------------------------------------- | ------------------------------------------------- | ------------------------------------------------- |
| Lager                                             | Lagernummer nach GBI Liste                               | Ortsbeschreibung                                                                              | Belegung                                                 | Kapazität laut GBI Liste                          | Arbeitsstätte                                     |
| Lager A                                           | 12063                                                    | Freiheitsstraße (damals Str. d. SA) hinter dem heutigen Gesundheitszentrum bis zur Jahnstraße | 1943: 203 Arbeiter aus der Sowjetunion, 465 Westeuropäer | 669                                               | BMAG                                              |
| Lager B                                           | 12056                                                    | über dem Westhang, Höhe Kläranlage                                                            | 1943: 194 sowjetische Kriegsgefangene                    | 313                                               | BMAG                                              |
| Lager C1, C2                                      | 12057, 12076                                             | Jahnstraße, auf dem heutigen Wildorado-Gelände                                                | Niederländer, Franzosen, Belgier                         | 2098                                              | BMAG                                              |
| Lager D                                           | 12059                                                    | Brückmannstraße, heute Teichstraße                                                            | 1943: 223 französische Kriegsgefangene                   | 226                                               | BMAG                                              |
| Lager E                                           | 12058                                                    | Haselhofstraße, heute Richard Sorge Straße                                                    | 1943: 154 Westeuropäer, 11 tschechische Arbeiter         | 165                                               | BMAG                                              |
| Lager F                                           | 12060                                                    | Am Wildgarten                                                                                 | 1943: 58 Plätze,                                         | 104                                               | BMAG                                              |
| Lager G                                           | 12061                                                    | Blankstraße 72, jetzt Friedrich Engels Straße                                                 | 1943: 21                                                 | 24                                                | BMAG                                              |
| Lager H                                           |                                                          |                                                                                               |                                                          |                                                   |                                                   |
| Lager I                                           |                                                          |                                                                                               |                                                          |                                                   |                                                   |
| Lager J                                           | 12072, 1941: Kriegsgefangenenkommando 1107, Stalag III A | An der Eisenbahn 25, Gasthaus "Altes Schützenhaus" Wedhorn, heute Sanitärmarkt                | französische Kriegsgefangene                             |                                                   | BMAG                                              |
| Lager der AEG                                     |                                                          | Jahnstraße gegenüber Lager C, heute teils Grundschulgelände                                   | 1945: italienische Militärinternierte                    |                                                   | AEG                                               |

## Zwangsarbeit in der Wildauer Industrie

### Werk der Berliner Maschinenbau AG
Bereits seit dem Beginn des Zweiten Weltkrieges wurden Zwangsarbeiter im Wildauer Lokomotivwerk der Berliner Maschinenbau AG (BMAG, vollständige Firma: Berliner Maschinenbau-Actien-Gesellschaft vormals L. Schwartzkopff, Berlin) eingesetzt.
Dazu baute die Firma mehrere Barackenlager oberhalb des Lokomotivwerks in Wildau auf dem "Sandberg" und im Ortsbild Wildaus.
Zur Gesamtzahl der beschäftigten Zwangsarbeiter und Kriegsgefangenen im Lokomotivwerk der BMAG in Wildau sind unterschiedliche Zahlen veröffentlicht. Bohm nennt hier für 1945 die Zahl von 6000 Zwangsarbeitern.:18ff In einer Veröffentlichung von 1956 werden hingegen für die BMAG 4000 Zwangsarbeiter genannt.

### AEG Werk in Wildau
Auch im Wildauer AEG Werk wurden Zwangsarbeiter beschäftigt. Ebenfalls unterhielt die AEG ein Barackenlager in Wildau, dies befand sich auf dem Gelände der heutigen Grundschule. Hier wurden am 24. April 1945 drei italienische Arbeiter durch Volkssturm ermordet.

### Arbeits- und Lebensbedingungen
Euzebiusz Wiktorski aus Polen, ab Juni 1943 in Wildau bei der BMAG::94ff
Henk van Uitert aus den Niederlanden, ab Juli 1943 in Wildau bei der BMAG::10ff

„Am nächsten Tag fingen wir mit der Arbeit an. Wir sollten "stemmen", das heißt, mit einem großen Presslufthammer mit einem kleinen runden Meißel darin, die Nietbolzen breitschlagen […] Am Mittag musste ich einem Burschen beim Nieten helfen. Der Feuerungskasten der Lokomotive wird von Hand an den Kessel genietet. Ich stand mit dem Jungen im Kessel und musste mit einer langen Zange die rotglühenden Nieten, die durch ein Loch angegeben wurden, mit der Zange aufnehmen und von innen durch das Loch stecken. […] Der Niet wurde dann von drei Männern, die draußen auf dem Kessel standen, mit großen Hämmern in die richtige Form geschlagen, was einen ohrenbetäubenden Lärm verursachte. […] Die Arbeitszeit war morgens von 6–8.30 Uhr und von 8.45–12 Uhr. Mittags arbeiteten wir von 12.30–17.30 Uhr, also 64,5 Stunden pro Woche und ich verdiente 82 Pfennig pro Stunde […] Um 12 Uhr bekamen wie einen Teller Suppe, der hieß "buntes Wasser" , hatte keine Einlage und keinen Geschmack. Die deutschen Arbeiter bekamen deutlich besseres Essen, Polen und Russen dagegen noch Schlechteres als wir oder gar nichts.“

Zenobiusz Gorzkiewicz aus Polen , ab Juni 1942 in Wildau bei der BMAG::71ff

### Widerstand und Verfolgung
Zusammen mit Konstantin Žadkevič in Berlin wurde im Oktober 1943 in Wildau auch Nikolai Romanenko, Alexej Kalenytschenko, und Galina Romanowa durch die Gestapo verhaftet. Der Vorwurf lautete Vorbereitung zum Hochverrat. Romanenko, Kalenytschenko, und Galina Romanowa kannten sich von der Arbeit im Wildauer Lokomotivwerk der BMAG. Galina Romanowa war 1942 wenige Monate als Ärztin für die Zwangsarbeiterlager in Wildau zuständig, bevor sie nach Oranienburg versetzt wurde. Romanenko war "Lagerältester" in Wildau, alle drei konnten sich relativ frei bewegen und hatten über Žadkevič Verbindungen zur Widerstandsgruppe Europäische Union um Robert Havemann aufgenommen. Zur Gruppe um Žadkěvič gehörten weitere französische Zwangsarbeiter und ein Schwede, die in Berlin arbeiteten. Der Volksgerichtshof verurteilte sie am 27. April 1944 wegen Vorbereitung zum Hochverrat zum Tode. Am 30. Oktober 1944 wurde Nikolai Romanenko im Zuchthaus Brandenburg Görden hingerichtet, Galina Romanowa wurde am 3. November 1944 in Plötzensee hingerichtet. Alexej Kalenytschenko hatte sich in der Gestapo-Haft das Leben genommen.

## Kriegsende, Befreiung und Nachkriegszeit

### Endphase des Krieges
Als sich Truppen der Roten Armee näherten, wurde die Arbeit in den Wildauer Betrieben eingestellt. Teilweise waren schon in den Wochen vorher nicht benötigte Zwangsarbeitskräfte an andere Unternehmen abgegeben worden.
In Wildau kam es einen Tag vor der Befreiung am 25. April 1945 zu einem Endphaseverbrechen durch einen Angehörigen des Volkssturm. Ein Gruppe von Volkssturmmännern durchsuchte ein Lager von italienischen Zwangsarbeitern nach geplünderten Lebensmitteln und Waffen. Dabei erschoss ein Kommandeur, im Zivilleben Ingenieur beim Wildauer AEG-Werk, drei Italiener. Es wurden bei den Italienern keine Waffen gefunden und kein Widerstand geleistet.

### Nachkriegszeit
Am 25. April 1945 wurde Wildau von der sowjetischen Armee besetzt und die Zwangsarbeitslager befreit. In den nächsten Wochen und Tagen kehrten die meisten Menschen zurück in ihre Heimatländer. Teilweise wurden erhebliche Strecken zu Fuß zurückgelegt.

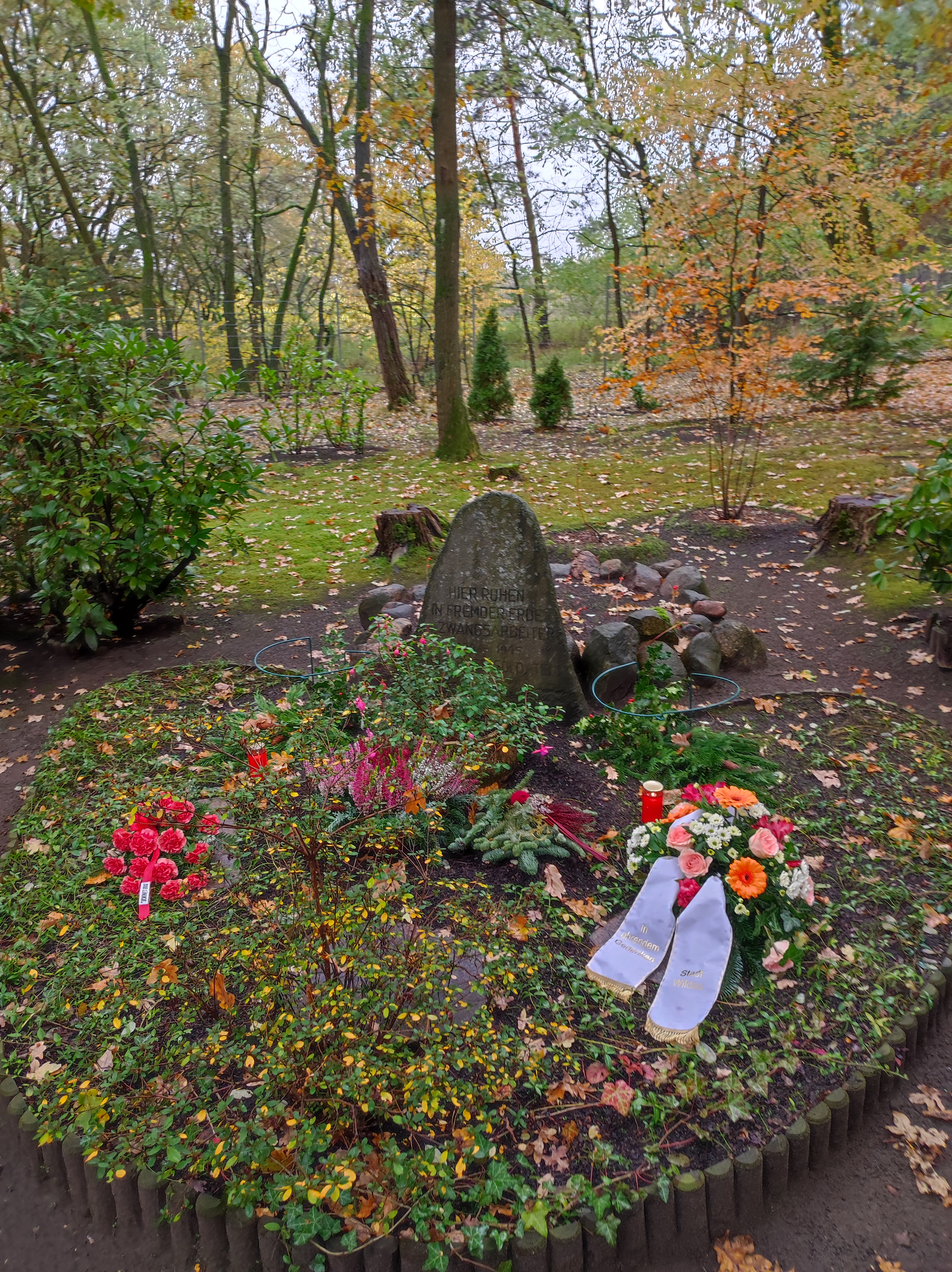
Gedenkstein auf dem Wildauer Friedhof. Zwischen 1942 und 1945 wurden hier Männer, Frauen und Kinder beerdigt die in Wildau Zwangsarbeit leisten mussten. Es waren Zivilisten aus der Sowjetunion und Polen sowie sowjetische Kriegsgefangene.

## Spuren und Erinnerungskultur
Heute erinnern noch Fundamente der Baracken und die Westhangtreppe, ein Gedenkstein auf dem Wildauer Friedhof, ein Erinnerungsort auf dem Campus der Technischen Hochschule (direkt neben der Lokomotive) und ein Denkmal vor der Schwimmhalle in der Jahnstraße an die Leiden dieser Menschen.
Auf dem Waldfriedhof Wildau sind nach aktuellen Kenntnisstand 72 Menschen auf dem Gräberfeld VII beerdigt. Davon sind 68 namentlich bekannt, 24 waren sowjetische Kriegsgefangene, 23 waren Zwangsarbeiterinnen und Zwangsarbeiter und 11 Kinder aus der Sowjetunion und Polen. Die Toten aus Frankreich, den Niederlanden und Italien wurden nach 1945 in ihre Heimatländer umgebettet.